# 10 giorni con Babbo Natale
10 giorni con Babbo Natale è un film del 2020 scritto e diretto da Alessandro Genovesi.
La pellicola è il sequel del film 10 giorni senza mamma (2019) e vede il ritorno del cast del primo film con l'aggiunta di Diego Abatantuono nei panni di Babbo Natale.

## Trama
Carlo, disoccupato che si occupa dei figli, vive una vita insoddisfacente accanto alla moglie Giulia, alla quale viene offerta una promozione pochi giorni prima di Natale. Dovendosi recare in Svezia per accettare il lavoro, la coppia, assieme ai tre figli (la piccola Bianca, il preadolescente e simpatizzante di estrema destra Tito e l'ambientalista Camilla), decide di passare il Natale insieme compiendo il viaggio sul vecchio camper di famiglia. Una volta superato il confine con l'Austria, la famiglia investe uno strano uomo che è convinto di essere Babbo Natale e decide di dargli un passaggio.

## Promozione
Il primo teaser trailer del film è stato diffuso il 28 settembre 2020.

## Distribuzione
Il film, inizialmente previsto nelle sale cinematografiche italiane dal 16 dicembre 2020, a causa della pandemia da COVID-19, e della chiusura di tutti i cinema italiani, è stato distribuito su Prime Video a partire dal 4 dicembre 2020.

## Accoglienza

### Critica
Francesco Alò, critico di BadTaste.it, posiziona il film tra le migliori dieci pellicole italiane del 2020.

## Riconoscimenti
- 2021 - Nastro d'argento[5]
  - Migliore attrice in un film commedia a Valentina Lodovini